# Paulo Rocha (político)
Paulo Roberto Galvão da Rocha (Curuçá, 1 de abril de 1951) é um sindicalista e político brasileiro, filiado ao Partido dos Trabalhadores (PT). Foi deputado federal e senador pelo estado do Pará. Atualmente é superintentente da Superintendência do Desenvolvimento da Amazônia (SUDAM).

## Biografia e trajetória política
Paulo Rocha nasceu em Terra Alta, que na época era distrito de Curuçá, filho de Tomé de Assis Rocha e de Astrogilda Galvão da Rocha, formou-se como técnico em Artes Gráficas pela Escola Salesiana do Trabalho, na década de 1980, quando presidiu o Sindicato dos Gráficos e a Central Única dos Trabalhadores no Pará. Morou na escola durante dez anos, tornando-se instrutor de artes gráficas, tipógrafo, impressor e laboratorista, além de ter trabalhado como ativista contra a ditadura militar.
Paulo Rocha ingressou na política filiando-se ao Partido dos Trabalhadores (PT) no ano de  1981. Na mesma data, tornou-se tesoureiro do partido em Belém até 1983, quando foi eleito presidente do Sindicato dos Trabalhadores Industriários Gráficos da capital paraense. Também foi presidente da Central Única dos Trabalhadores (CUT) em Belém em 1984, deixando o cargo apenas em 1990 para disputar um lugar na Câmara dos Deputados. Em 1986, tornou-se diretor executivo da central sindical em São Paulo e em 1988, concluiu seu mandato no sindicato e passou a integrar o diretório da executiva regional do partido.
O político elegeu-se deputado federal pelo Pará em 1990, sendo reeleito nos anos de 1994, 1998, 2002 e 2006. Nesta última legislatura, tornou-se titular da Comissão de Trabalho, Administração e Serviço Público, assim como suplente da Comissão de Economia, Indústria e Comércio e da Comissão Parlamentar Mista de Inquérito (CPMI) sobre irregularidades na Previdência Social. Em 1992, Paulo Rocha deixou a executiva nacional do PT, tornou-se vice-líder do partido na Câmara, suplente da Comissão de Viação e Transportes, Desenvolvimento Urbano e Interior, e integrou a CPMI sobre irregularidades no Fundo de Garantia do Tempo de Serviço (FGTS). No ano seguinte tornou-se primeiro vice-presidente da Comissão de Trabalho, Administração e Serviço Público, assumindo a presidência em 1994. Neste ano, também tornou-se suplente da Comissão de Agricultura e Política Rural. Entre as comissões especiais, integrou, como titular, a do projeto de emenda constitucional (PEC) sobre recursos para irrigação da ilha de Marajó e, como suplente, a da PEC sobre embarcação nacional, navegação de cabotagem e de interior.
Em 1997, Paulo Rocha tornou-se membro titular da Comissão da Amazônia e Desenvolvimento Regional, da qual se tornaria presidente no ano seguinte.  Na legislatura de 2002, passou a fazer parte da Comissão de Trabalho, Administração e Serviço Público.
Eleito em 2004, o então deputado federal renunciou ao mandato devido à investigação de crimes de corrupção.
Nas eleições estaduais no Pará em 2010 concorreu a uma das duas vagas em disputa ao Senado Federal. Mesmo inelegível devido a Lei da Ficha Limpa, decisão que seria posteriormente revogada, obteve 1.736.033 votos e ficou em terceiro lugar, atrás de Flexa Ribeiro e Jader Barbalho.
O político foi eleito senador pelo Pará em 2014, com o expressivo resultado de 1.566.350 votos. Nas eleições estaduais no Pará em 2018, Paulo Rocha concorreu para o cargo de governador, mas não conseguiu chegar ao segundo turno, recebendo apenas cerca de 17,05% dos votos. O segundo turno foi disputado por Márcio Miranda e Helder Barbalho, tendo o último vencido a disputa para a ocupação do executivo estadual.
Ao longo de sua carreira, o político criou, ao todo, cerca de nove propostas que se tornaram leis federais. Entre elas, a Lei 8.632/1993, aprovada pelo presidente Itamar Franco,e a Lei  11.282/2006, sancionada pelo presidente Luiz Inácio Lula da Silva, que anistiam, respectivamente, os dirigentes ou representantes sindicais punidos por motivação política e os grevistas da Empresa Brasileira de Correios e Telégrafos (ECT) que foram penalizados pela participação em atividade política. Outras propostas com a participação de Paulo Rocha: tipificação do trabalho escravo como crime (Lei 9.777/1998); expropriação de propriedades urbanas e rurais onde for identificada a exploração de trabalho escravo (Emenda Constitucional 81); inclusão do Ensino Médio nas penitenciárias (Lei 13.163/2015); criação da profissão do Agente Comunitário de Saúde (Lei 10.507/2002); e criação do Seguro Defeso, que dispõe sobre a concessão do benefício de seguro desemprego, durante o período de defeso, ao pescador profissional que exerce a atividade pesqueira de forma artesanal (Lei 10.779/2003).

## Posicionamentos
| Pauta                                                                       | Votação |
| --------------------------------------------------------------------------- | ------- |
| Impeachment de Fernando Collor                                              | Sim     |
| Fim do voto obrigatório                                                     | Sim     |
| Criação do Imposto Provisório sobre Movimentação Financeira (IPMF)          | Sim     |
| Criação do Fundo Social de Emergência (FSE)                                 | Não     |
| Fim do monopólio estatal das telecomunicações                               | Não     |
| Fim do monopólio da Petrobras na exploração do petróleo                     | Não     |
| Fim do monopólio dos estados na distribuição do gás canalizado              | Não     |
| Fim da reserva de mercado para as embarcações nacionais                     | Não     |
| Fim diferenciações legais entre empresas brasileiras e estrangeiras         | Não     |
| Projeto de reeleição para presidente da República, governadores e prefeitos | Não     |
| Reforma administrativa do governo em 1997                                   | Não     |
| Teto para de 1.200 reais para aposentadorias no setor público               | Não     |
| Idade mínima e tempo de contribuição para aposentadorias no setor privado   | Não     |
| Prisão de Delcídio Amaral                                                   | Não     |

Em outubro de 2017, votou a contra a manutenção do mandato do senador Aécio Neves, mostrando-se favorável à decisão da Primeira Turma do Supremo Tribunal Federal no processo em que Aécio era acusado de corrupção e obstrução da justiça por solicitar dois milhões de reais ao empresário Joesley Batista.
O senador Paulo Rocha foi relator de algumas sugestões enviadas por cidadãos ao Portal e-Cidadania, do Senado Federal. A Sugestão Legislativa n° 4 de 2017, pedia o fim do estatuto do desarmamento e, em maio de 2017, a Comissão de Direitos Humanos e Legislação Participativa (CDH) aprovou o relatório do Senador pela rejeição da proposta. No mesmo ano, a CDH aprovou o relatório do Senador pela rejeição de duas outras propostas: SUG n° 8 de 2017, que pedia regulamentação para marcadores de "airsoft" e a SUG n° 10 de 2017, que pedia a liberação da venda de armas e munições importadas em lojas.
Em novembro de 2018, o senador votou a favor do aumento de salário dos integrantes do STF, que gerará o reajuste de salários em nível federal, estadual e municipal, com impacto negativo estimado de 6 bilhões de reais/ano no orçamento nacional.

## Controvérsias
O político Paulo Rocha renunciou ao mandato de deputado federal e a liderança do Partido dos Trabalhadores em 17 de outubro de 2005, quando teve seu nome relacionado ao escândalo do mensalão. Na investigação, revelou-se que uma de suas assessoras, Anita Leocádia, fez saques das contas de Marcos Valério no Banco Rural no valor de 620 mil reais. Indiciado, respondeu pelo crime de lavagem de dinheiro e foi absolvido pelo Supremo Tribunal Federal (STF).
No dia 17 de junho 2025, o Metrópoles apurou que Paulo Rocha apresentou emendas que beneficiaram a Contag a promover o descontos ilegais, redigidas pela própria Confederação, no esquema de fraudes no INSS.